# Vanderlei Lázaro
Vanderlei Lázaro (ur. 20 czerwca 1947) – piłkarz brazylijski, występujący podczas kariery na pozycji lewego obrońcy.

## Kariera klubowa
Vanderlei Lázaro karierę piłkarską rozpoczął w klubie Cruzeiro EC, gdzie grał w latach 1968–1971. W lidze brazylijskiej zadebiutował 11 sierpnia 1971 w wygranym 2-1 meczu z Portuguesą São Paulo.
W latach 1972–1978 ponownie występował Cruzeiro Łącznie w Cruzeiro rozegrał 536 meczów. Z Cruzeiro zdobył Copa Libertadores 1976 oraz siedmiokrotnie mistrzostwo stanu Minas Gerais – Campeonato Mineiro w 1968, 1969, 1972, 1973, 1974, 1975 i 1977 roku. W 1971 roku występował w Londrinie i Corinthians Paulista. W barwach Cruzeiro 12 lipca 1978 roku w zremisowanym meczu z Vitórią Salvador Vanderlei Lázaro po raz ostatni wystąpił w lidze. Łącznie w lidze brazylijskiej wystąpił w 177 meczach i strzelił 1 bramkę.

## Kariera reprezentacyjna
Vanderlei Lázaro ma za sobą powołania do reprezentacji Brazylii, z którą uczestniczył w Copa América 1975. Na turnieju był rezerwowym i nie wystąpił w żadnym meczu. Vanderlei Lázaro nigdy nie wystąpił w reprezentacji.